# Chattahoochee (Florida)
Chattahoochee ist eine Stadt im Gadsden County im US-Bundesstaat Florida. Das U.S. Census Bureau hat bei der Volkszählung 2020 eine Einwohnerzahl von 2.955 ermittelt. 

## Geographie
Chattahoochee liegt an der Grenze zu Georgia im Norden Floridas. Am Rande der Stadt vereinigen sich der Flint River und der Chattahoochee River zum Apalachicola River, der nach rund 180 km in den Golf von Mexiko mündet. Die Stadt liegt rund 25 km nordwestlich von Quincy sowie etwa 60 km nordwestlich von Tallahassee.

## Geschichte
Das Eisenbahnzeitalter im heutigen Chattahoochee begann in den frühen 1870er Jahren, als die Jacksonville, Pensacola and Mobile Railroad eine Verlängerung der bestehenden Bahnstrecke Jacksonville – Quincy hierher baute. 1882 folgte die Eröffnung eines Gleisabzweigs von der in Georgia gelegenen Hauptstrecke der Savannah, Florida and Western Railway nach Chattahoochee. Im Folgejahr erreichte die Stadt die Bahnstrecke der Pensacola and Atlantic Railroad aus Pensacola. Durch sie entstand nun eine durchgängige Bahnverbindung zwischen Pensacola und Jacksonville. 1907 wurde durch die Apalachicola Northern Railroad ein Abzweig nach Apalachicola an der Golfküste eröffnet und dieser 1910 bis Port St. Joe erweitert. Seit 2002 wird der Abzweig von AN Railway betrieben.
Am 9. Juni 1921 wurde an der Stelle des Gleisabzweiges und der Flussmündung schließlich die Town of River Junction gegründet. Diese wurde am 8. Juli 1941 anschließend in Chattahoochee umbenannt und am 1. August 1967 zur City erhoben.

## Demographische Daten
Laut der Volkszählung 2010 verteilten sich die damaligen 3652 Einwohner auf 1155 Haushalte. Die Bevölkerungsdichte lag bei 259,0 Einw./km². 44,6 % der Bevölkerung bezeichneten sich als Weiße, 51,5 % als Afroamerikaner, 0,2 % als Indianer und 1,0 % als Asian Americans. 1,5 % gaben die Angehörigkeit zu einer anderen Ethnie und 1,2 % zu mehreren Ethnien an. 3,7 % der Bevölkerung bestand aus Hispanics oder Latinos.
Im Jahr 2010 lebten in 30,7 % aller Haushalte Kinder unter 18 Jahren sowie 32,8 % aller Haushalte Personen mit mindestens 65 Jahren. 64,3 % der Haushalte waren Familienhaushalte (bestehend aus verheirateten Paaren mit oder ohne Nachkommen bzw. einem Elternteil mit Nachkomme). Die durchschnittliche Größe eines Haushalts lag bei 2,33 Personen und die durchschnittliche Familiengröße bei 2,93 Personen.
17,5 % der Bevölkerung waren jünger als 20 Jahre, 24,3 % waren 20 bis 39 Jahre alt, 38,7 % waren 40 bis 59 Jahre alt und 19,5 % waren mindestens 60 Jahre alt. Das mittlere Alter betrug 45 Jahre. 60,8 % der Bevölkerung waren männlich und 39,2 % weiblich.
Das durchschnittliche Jahreseinkommen lag bei 37.308 $, dabei lebten 48,7 % der Bevölkerung unter der Armutsgrenze.
Im Jahr 2000 war Englisch die Muttersprache von 96,01 % der Bevölkerung und spanisch sprachen 3,99 %.

## Sehenswürdigkeiten
Am 2. Juli 1973 wurden die U.S. Arsenal-Officers Quarters in das National Register of Historic Places eingetragen.

## Verkehr
Chattahoochee wird vom U.S. Highway 90 (SR 10) durchquert. Die Stadt ist ein Knotenpunkt im Schienengüterverkehr: Hier zweigt eine Strecke von AN Railway nach Port St. Joe von der Hauptstrecke von CSX Transportation ab. Der nächste Flughafen ist der Tallahassee International Airport (rund 60 km südöstlich).

## Kriminalität
Die Kriminalitätsrate lag im Jahr 2010 mit 272 Punkten (US-Durchschnitt: 266 Punkte) im durchschnittlichen Bereich. Es gab drei Raubüberfälle, 36 Körperverletzungen, 14 Einbrüche, 28 Diebstähle und zwei Autodiebstähle.